# Lunatia tenuistriata
Lunatia tenuistriata is een slakkensoort uit de familie van de Naticidae. De wetenschappelijke naam van de soort is voor het eerst geldig gepubliceerd in 1911 door Dautzenberg & H. Fischer.